# David Wotherspoon (Fußballspieler, 1849)
David Wotherspoon (* 9. April 1849 in Hamilton; † 28. Februar 1906 in Pollokshields, Glasgow) war ein schottischer Fußballspieler und -Funktionär. 

## Karriere und Leben
David Wotherspoon wurde im Jahr 1849 in Hamilton etwa 15 km südöstlich von Glasgow geboren. Er war der Sohn des Bäckers William Wotherspoon und dessen Ehefrau Mary Hamilton. 1876 heiratete er Mary Galbraith, mit der er fünf Töchter hatte. 
Wotherspoon gehörte vermutlich bereits 1867 dem FC Queen’s Park an. Von 1869 bis 1874 war er Vereinssekretär bei Queen’s Park. Ihm wird die Einführung der schwarz-weiß gestreiften Trikots (black and white hooped) des Vereins zugeschrieben. Nach Unstimmigkeiten bei Queen’s Park schloss es sich unter anderem gemeinsam mit Bob Gardner im Februar 1874 dem im Süden Glasgows gelegenen FC Clydesdale an. Mit Clydesdale erreichte er das erste schottische Pokalfinale von 1874, das mit 0:2 gegen den FC Queen’s Park verloren wurde. 
Wotherspoon wirkte 1872 am ersten offiziellen Länderspiel der Fußballgeschichte mit. Auf Seiten Schottlands spielte er am 30. November 1872 gegen England. Die auf dem Hamilton Crescent im heutigen Glasgower Stadtteil Partick ausgetragene Partie vor etwa 3.000 Zuschauer endete mit 0:0. Die schottische Mannschaft bestand ausschließlich aus Spielern des FC Queen’s Park. Für das Spiel nähte seine Schwester Marion elf Löwen auf die Trikots der Nationalmannschaft. Ein weiteres Spiel für Schottland absolvierte er gegen den gleichen Gegner im März 1873, das mit einer 2:4-Niederlage im Kennington Oval in London endete.
Er starb im Februar 1906 im Alter von 56 Jahren im Glasgower Stadtteil Pollokshields an Tuberkulose.